# 北海道道802号斜里港線
北海道道802号斜里港線（ほっかいどうどう802ごう しゃりこうせん）は、北海道斜里郡斜里町内を結ぶ一般道道である。

## 概要

### 路線概要
- 起点：北海道斜里郡斜里町前浜町（斜里港）
- 終点：北海道斜里郡斜里町豊倉（国道244号、国道334号交点）
- 総距離：1.7 km

## 歴史
- 1973年（昭和48年）3月31日 - 路線認定[1]。

## 地理

### 通過する自治体
- オホーツク総合振興局
  - 斜里郡斜里町

### 主な接続道路
斜里町
- 北海道道769号斜里停車場美咲線 - 港町
- 国道244号 - 豊倉（終点）
- 国道334号 - 豊倉（終点）